# 新城県 (翼城県)
新城県（しんじょう-けん）は中華人民共和国山西省にかつて存在した県。現在の臨汾市翼城県一帯に相当する。
南北朝時代、北魏により設置され、北斉により廃止された。